# Isopisthus remifer
Isopisthus remifer es una especie de pez de la familia Sciaenidae en el orden de los Perciformes.

## Morfología
Los machos pueden llegar alcanzar los 36 cm de longitud total.

## Alimentación
Come peces, gambas y cefalópodos.

## Hábitat
Es un pez de clima tropical y bentopelágico.

## Distribución geográfica
Se encuentra en el Pacífico oriental: desde el Golfo de California y el sur de la Baja California (México) hasta el Perú.